# 共和レザー
共和レザー株式会社（きょうわレザー）は、静岡県浜松市中央区に本社を置く合成樹脂製品を製造するトヨタグループの企業で、自動車用内装皮革の最大手。

## 沿革
- 1935年（昭和10年）8月 - 富士革布株式会社、朝日レザー株式会社、大日本レザー株式会社、日本擬革株式会社の4社が合併し、共和レザー株式会社発足。
- 1944年（昭和19年）4月 - 共和航空化工株式会社に商号変更。
- 1945年（昭和20年）12月 - 共和化工株式会社に商号変更
- 1947年（昭和22年）10月 - 再び共和レザー株式会社に商号変更。
- 1948年（昭和23年）11月 - 新興国策工業株式会社を吸収合併。
- 1950年（昭和25年）11月 - 南海ゴム株式会社（のちのナンカイテクナート）を設立し、徳島工場を分割譲渡。
- 1961年（昭和36年）9月 - 東京証券取引所1部に上場。
- 1962年（昭和37年）3月 - 大阪証券取引所1部に上場。
- 1978年（昭和53年）9月 - 本社を静岡県浜松市に移転。
- 2001年（平成13年）
  - 4月 - 日本グラビヤ工業株式会社の全株式をチッソ株式会社より取得し、子会社化。
  - 12月 - 共和サポートアンドサービス株式会社を設立。
- 2003年（平成15年）7月 - 南亞共和塑膠（南通）有限公司を設立（持分法適用関連会社）。
- 2004年（平成16年）
  - 2月 - 大阪証券取引所の上場廃止。
  - 4月 - 共和興塑膠（廊坊）有限公司を設立（持分法適用関連会社）。
- 2011年（平成23年）10月 - 共和興塑膠（廊坊）有限公司を連結子会社とする。
- 2018年（平成30年）7月 - ナンカイテクナートが日本グラビヤ工業及びキョーレを吸収合併し、商号を共和ライフテクノ株式会社に変更。
- 2020年（令和3年）5月 - エシカルレザー Sobagni（ソバニ）の本店サイトと楽天に出店。

## 事業所
- 本社、QAセンター、天竜第1工場 - 静岡県浜松市中央区
- 技術センター、天竜第2工場 - 静岡県浜松市中央区
- 新城工場 - 愛知県新城市
- 浅羽工場 - 静岡県袋井市

## 関連会社
- 共和ライフテクノ株式会社
- 共和サポートアンドサービス株式会社
- Thai Nam‐Kyowa Co., Ltd.（タイ）
- 共和興塑膠（廊坊）有限公司（中国河北省）
- 南亜共和塑膠（南通）有限公司（中国江蘇省）

## その他
- 三井住友アセットマネジメントが販売するトヨタグループ株式ファンドを構成する会社である。
- プロゴルファー・小楠梨紗（浜松市出身）と2017年よりスポンサー契約を結ぶ。